# Nabój 6,5 × 52 mm Carcano
6,5 × 52 mm Carcano (6,5 Mannlicher-Carcano, 6,5 Parravicino-Carcano, 6,5 × 52,3 mm, 6,5 × 52,5 mm, 6,7 × 52,5 mm, DWM 473) – włoski nabój karabinowy wprowadzony do uzbrojenia w 1891 roku wraz z karabinem Carcano Fucile Mod. 91. Pod koniec lat 30. planowano zastąpienie naboju 6,5 mm Carcano nowym 7,35 × 51 mm, ale wybuch wojny spowodował anulowanie tych planów i pozostawienie naboju 6,5 mm w uzbrojeniu.
Po II wojnie światowej nabój 6,5 mm Carcano został zastąpiony w armii włoskiej przez amerykański .30-06 Springfield.